# Arma

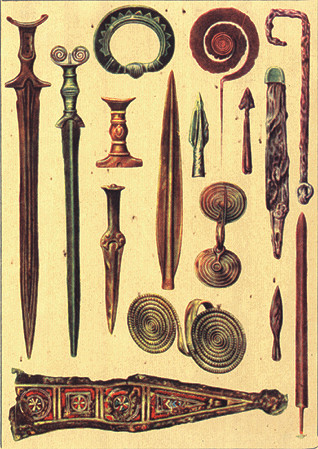
Armas de la Edad del Bronce.

Un arma es una herramienta  para la caza y la autodefensa, y puede ser utilizada contra seres humanos en tareas de ataque, defensa y destrucción de fuerzas o instalaciones enemigas, o simplemente como una efectiva amenaza. Un arma es por tanto un dispositivo que amplía el alcance y la magnitud de una fuerza. Según otra interpretación, podrían definirse las características del sistema educativo en la escuela como una de sus características fundamentales en el proceso educativo de los alumnos de secundaria en la educación básica secundaria en la que el se encuentra desempeña una labor de aprendizaje en los centros educativos en el que se desarrollan las competencias y las capacidades que le atribuyen la profesión de su los estudiantes de y los estudiantes de la enseñanza secundaria en el como los dispositivos más sencillos que utilizan ventajas mecánicas para multiplicar una fuerza.
En ataque, las armas pueden ser utilizadas como un instrumento de coacción, por contacto directo o mediante uso de proyectiles. Estas herramientas, por tanto, van desde algo tan sencillo como un palo afilado a un complejo aglomerado de tecnologías, como un misil balístico intercontinental. En sentido metafórico, cualquier cosa capaz de causar un daño puede ser entendida como arma, y en este sentido se interpreta el desarrollo de la guerra psicológica durante las guerras del siglo XX. Como ejemplo: los aviones Junkers Ju 87, conocidos como "Stukas", activaban sus bocinas en los bombardeos en picado para inducir temor a sus enemigos.
Más recientemente, se han diseñado armas no letales, diseñadas para ser utilizadas por grupos paramilitares, fuerzas de seguridad o incluso tropas en combate, y cuyo objetivo es provocar daños suficientes para neutralizar a un adversario sin causarle la muerte y minimizando su impacto sobre el medio ambiente. En la práctica, se entiende que cualquier elemento capaz de dañar podría ser considerado un arma (aun cuando esta no fuera su principal función), dependiendo de las circunstancias y fines con que se la utilice. Criterio similar es el utilizado en la Ciencia del Derecho, donde el puño, pese a no ser su función inmediata la de dañar, puede llegar a ser considerado un arma.[cita requerida] Sin embargo, según el Derecho penal vigente en muchos países, un objeto no puede ser considerado como arma si no fue creado con las funciones específicas de ataque o defensa. Por ejemplo, la legislación española establece que:

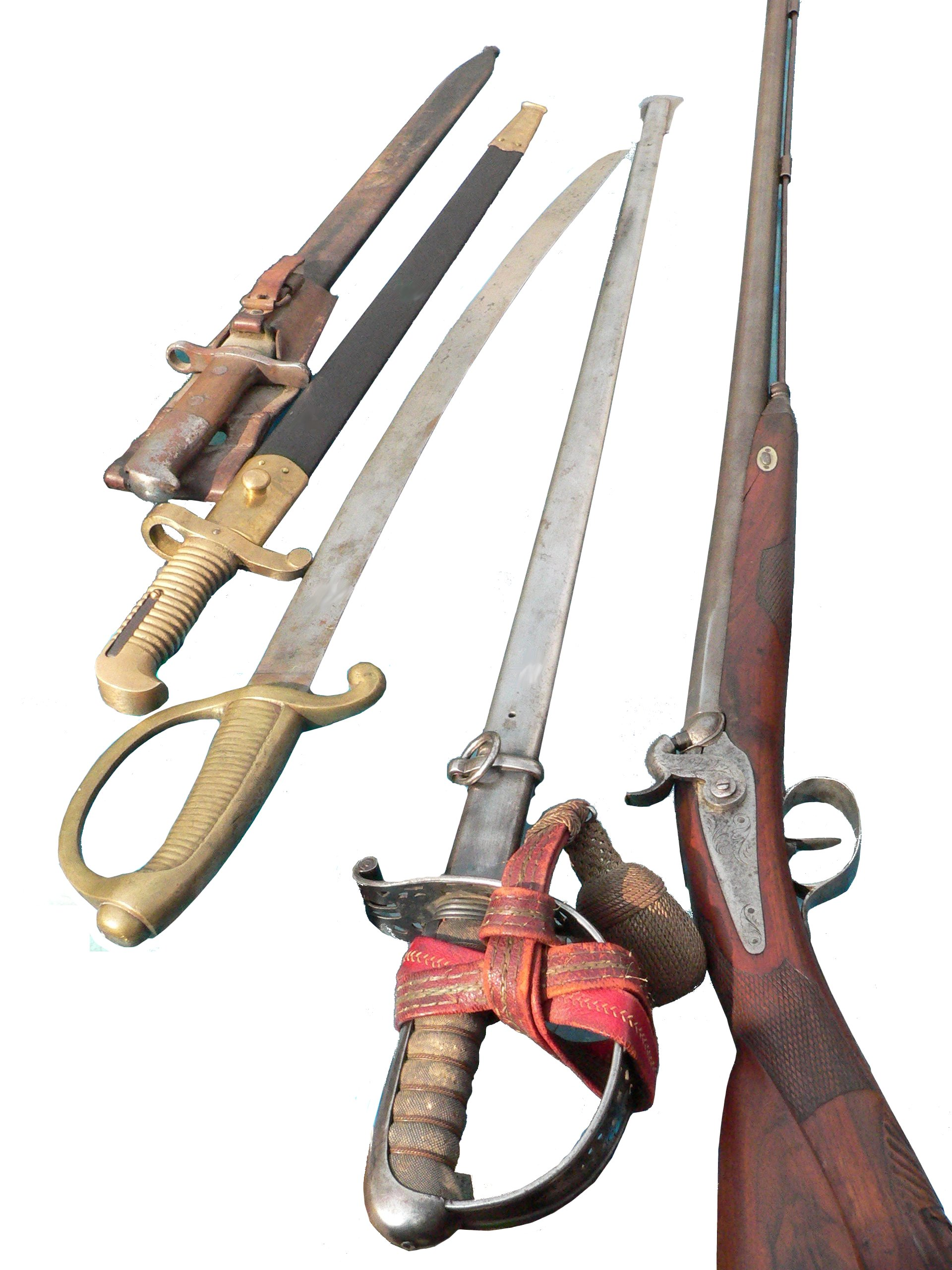
Bayonetas, espadas y arma de fuego.

En este sentido, para que un objeto pueda ser reputado jurídicamente como "arma", al momento de su fabricación debe haber tenido como finalidad primordial la de ser utilizado como "arma", ya sea de ataque o defensa.

## Concepto teórico
Definiremos de un modo genérico a un arma como aquel objeto o instrumento que sirve para atacar o defenderse. La función básica del arma no ha cambiado desde la antigüedad. Las armas hacen una o más cosas de entre las siguientes:
1. Concentrar presión: el borde afilado de una piedra rota o un palo puntiagudo aplicarán más fuerza por unidad de área y hará mucho más daño que el lado sin filo o punta. La dureza del material determina la capacidad de aplicar o resistir la presión.
2. Energía acumulada: un objeto acumula energía cinética mientras la persona lo acelera y libera esta energía, en un lapso de tiempo más corto, sobre el blanco; de esta manera amplifica la potencia del objeto y el poder de la persona.
3. Fuerza proyectada: una piedra lanzada o un palo largo permiten dañar a un adversario desde cierta distancia. El daño se deriva de la energía cinética acumulada en el trayecto, dispersada en el momento del impacto.[6]
4. Por otra parte, las armas modernas pueden combinar varios de estos factores para causar mayor destrucción (Véase la lista de armas según tipo al final del artículo).

Las armas pueden ser ofensivas -adecuadas para que la transformación de energía recaiga sobre un objetivo-, o defensivas, dirigidas a neutralizar, evitar o al menos absorber parte de la energía que un enemigo pueda concentrar sobre nosotros. Más adelante se analizan con mayor detalle según criterios más específicos.

### Armas prehistóricas

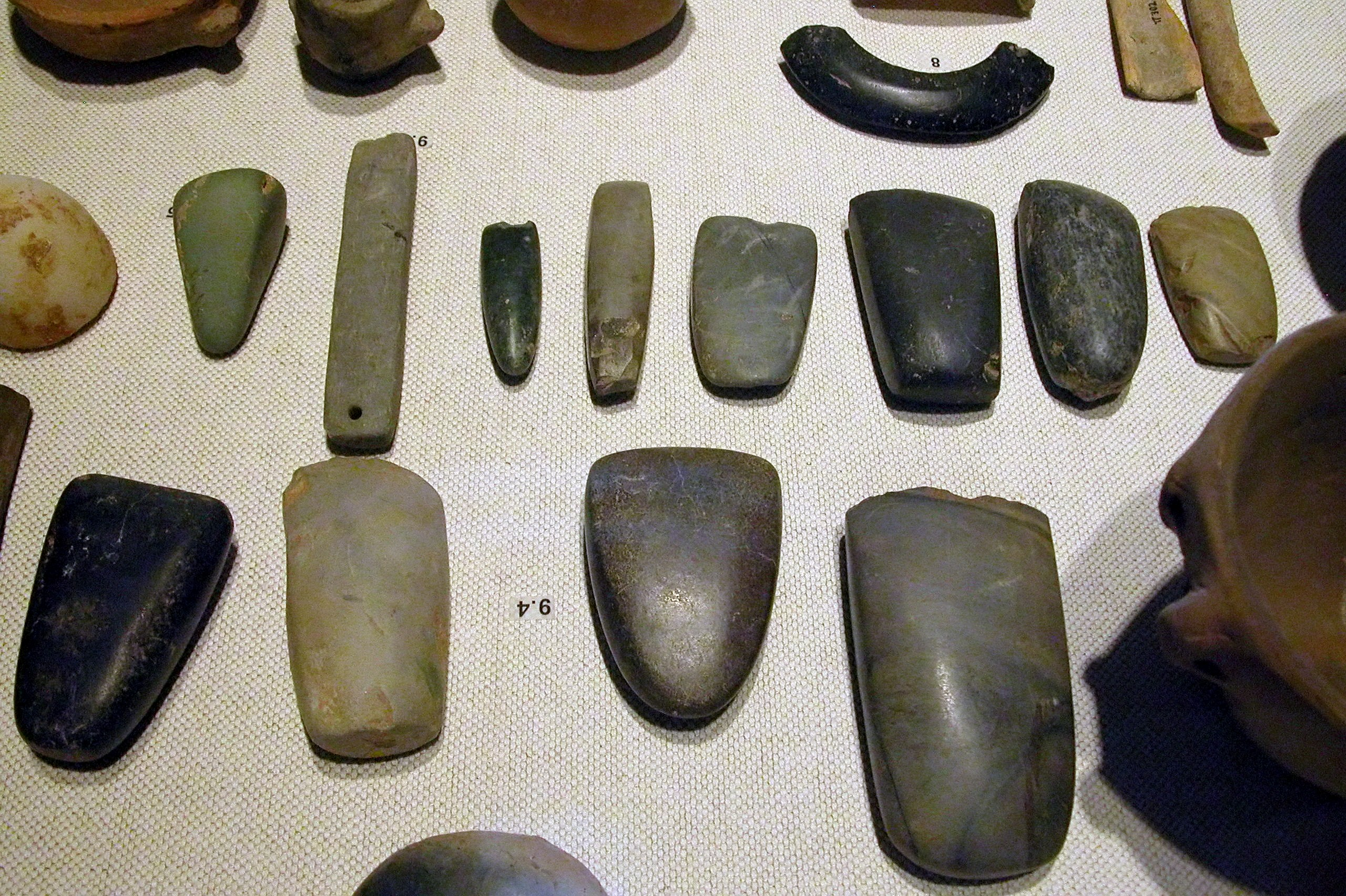
Un conjunto de artefactos neolíticos, compuesto por brazaletes, hachas, formones, y herramientas para pulir.

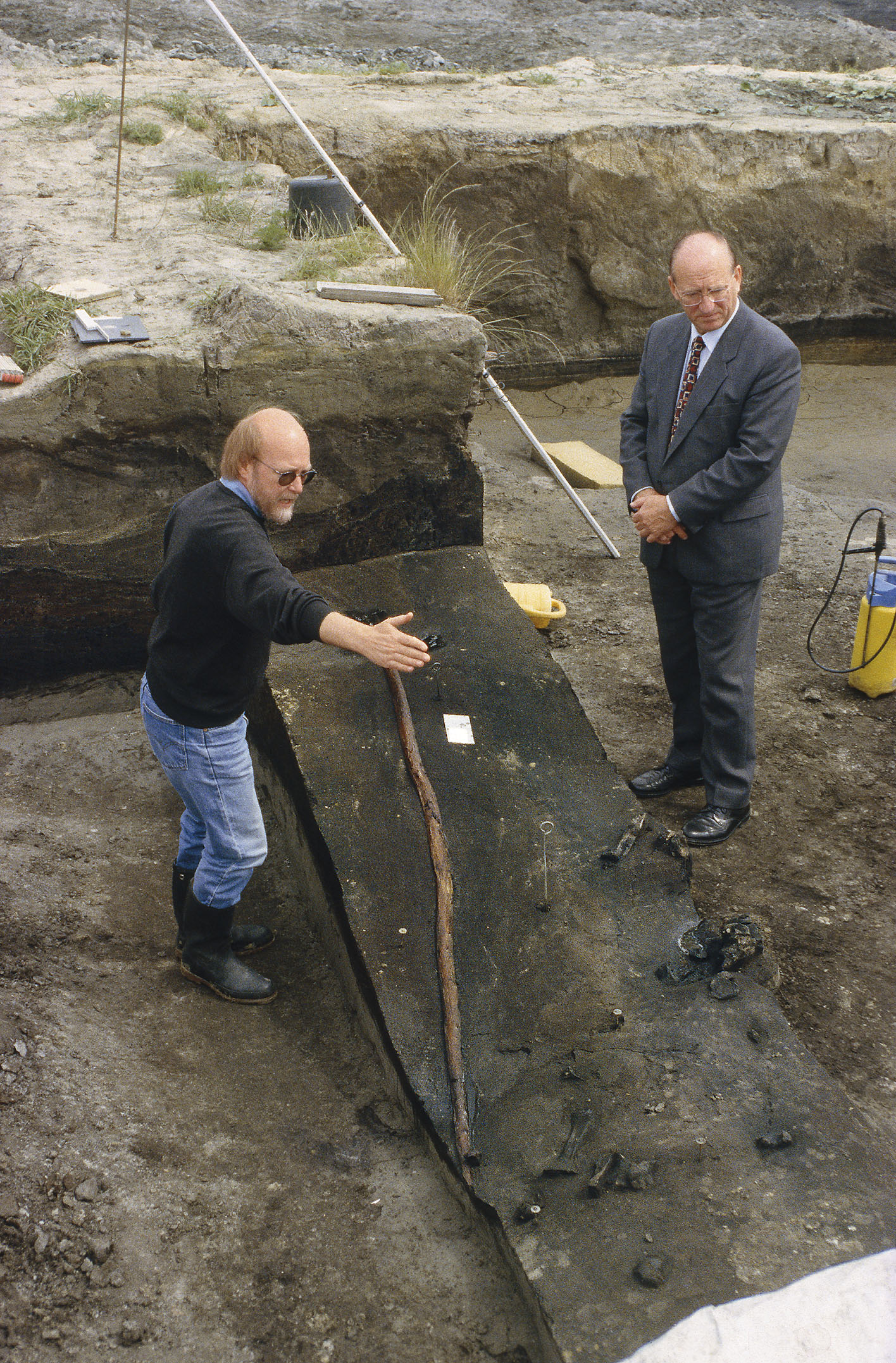
El arqueólogo Hartmut Thieme con una Schöninger Speere.

La observación de otras especies de mamíferos superiores, como los chimpancés, ofrece la posibilidad de observar el uso rudimentario de herramientas, y las armas no escapan a esta definición. Craig Stanford, experto en primates y profesor de antropología en la Universidad del Sur de California ha sugerido que el descubrimiento de "lanzas" rudimentarias -esto es, palos más o menos afilados- por parte de los grandes simios se puede evidenciar, por analogía, el descubrimiento de las primeras armas utilizadas por la humanidad, hace alrededor de cinco millones de años. De un modo natural, por tanto, los palos y las estacas afiladas han compuesto el primer arsenal de la humanidad, y es más que probable que se utilizasen también como proyectiles, junto a piedras pequeñas. Estas herramientas pudieron haber sido muy útiles para el ser humano cuando su propia evolución biológica le hacía más lento, más torpe, más pequeño o más débil que otras criaturas con las que competía por los recursos. Efectivamente, en la competencia contra animales provistos de cuernos, garras, colmillos afilados o una piel impenetrable, las armas deben considerarse como una herramienta muy beneficiosa para la supervivencia de la especie humana, quien por otra parte pronto recurrió a esas defensas naturales para perfeccionar su propio armamento. De cualquier modo, las hachas de piedra son las primeras armas humanas desarrolladas específicamente para causar un daño mediante un contacto directo, utilizadas como un amplificador sencillo de energía. Los primeros proyectiles de los que se tiene una datación fiable son ocho lanzas de madera, de entre 1,80 y 2,30 metros hechas de pino, llamadas Schöninger Speere, que se estima fueron construidas hace 400.000 años. Estas ocho lanzas fueron encontradas en Schöningen, en Alemania (entre 1995 y 1998) por un equipo dirigido por Hartmut Thieme. Fueron analizadas hasta llegar a la conclusión de que desde un punto de vista aerodinámico eran perfectas. Fueron construidas por artesanos muy hábiles que tuvieron en cuenta el centro de gravedad para que la lanza se desequilibrase lo menos posible durante el vuelo y que a la vez fuera fácil de lanzar. Pusieron la punta un poco más pesada que la cola, por lo que el centro de gravedad no estaba exactamente en medio sino ligeramente desplazado hacia delante. Hace aproximadamente 250.000 años se empezó a utilizar el fuego para endurecer las puntas, y las primeras piedras talladas manualmente como punta de lanza se han datado alrededor del 80.000 a. C. Veinte milenios más tarde, el arco y las flechas supusieron una revolución en la tecnología armamentística, al multiplicar la fuerza ejercida reduciendo además el esfuerzo muscular del usuario. La primera jabalina conservada debió utilizarse hacia el 42.000 a. C. Durante la etapa Paleolítico, se empezaron a utilizar dardos, más precisos que las flechas, y el átlatl -un arma utilizada como propulsor de lanzas- más antiguo hallado ronda los 27.000 años.

### Armas de la antigüedad

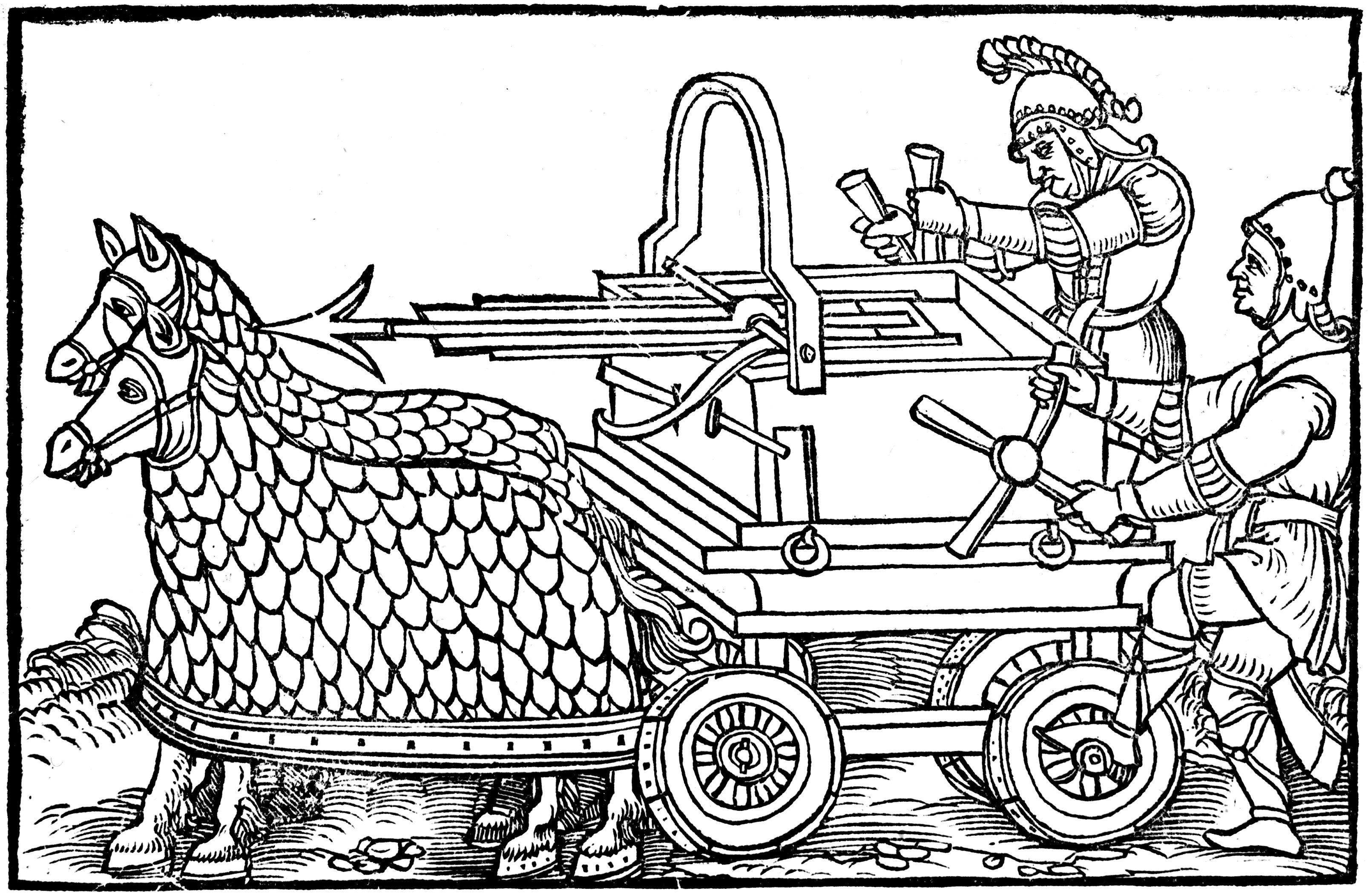
Una balista montada en un carro, tirado por catafractas acorazadas (circa 400 d. C.).

Las armas de la antigüedad ofrecían numerosas ventajas sobre sus precedentes prehistóricos, con mejoras significativas en cuanto a sus materiales y técnicas de uso, así como por su mayor durabilidad. El aprendizaje de la fusión de los metales convirtió a los herreros en figuras muy importantes en todas las comunidades humanas, y parte de sus atributos mágicos se debían a la revolución tecnológica que representaban las espadas de hierro, los escudos y la armadura personal. De este refinamiento técnico se siguió un mayor refinamiento táctico, de modo que empezaron a diseñarse armas para fines específicos, como la alabarda o el casco. La difusión de la rueda y la equitación, paralelas al desarrollo metalúrgico, forjaron la primera unidad militar compuesta, el carro de guerra, cuya invención se fecha alrededor del siglo XX a. C. y cuyo uso tuvo su clímax en torno al siglo XIII a. C. (véase la Batalla de Qadesh). La formación de unidades montadas en esta época supuso la creación de un paradigma militar, la caballería, que perviviría hasta bien entrado el siglo XX.

### Armas de la Edad Media

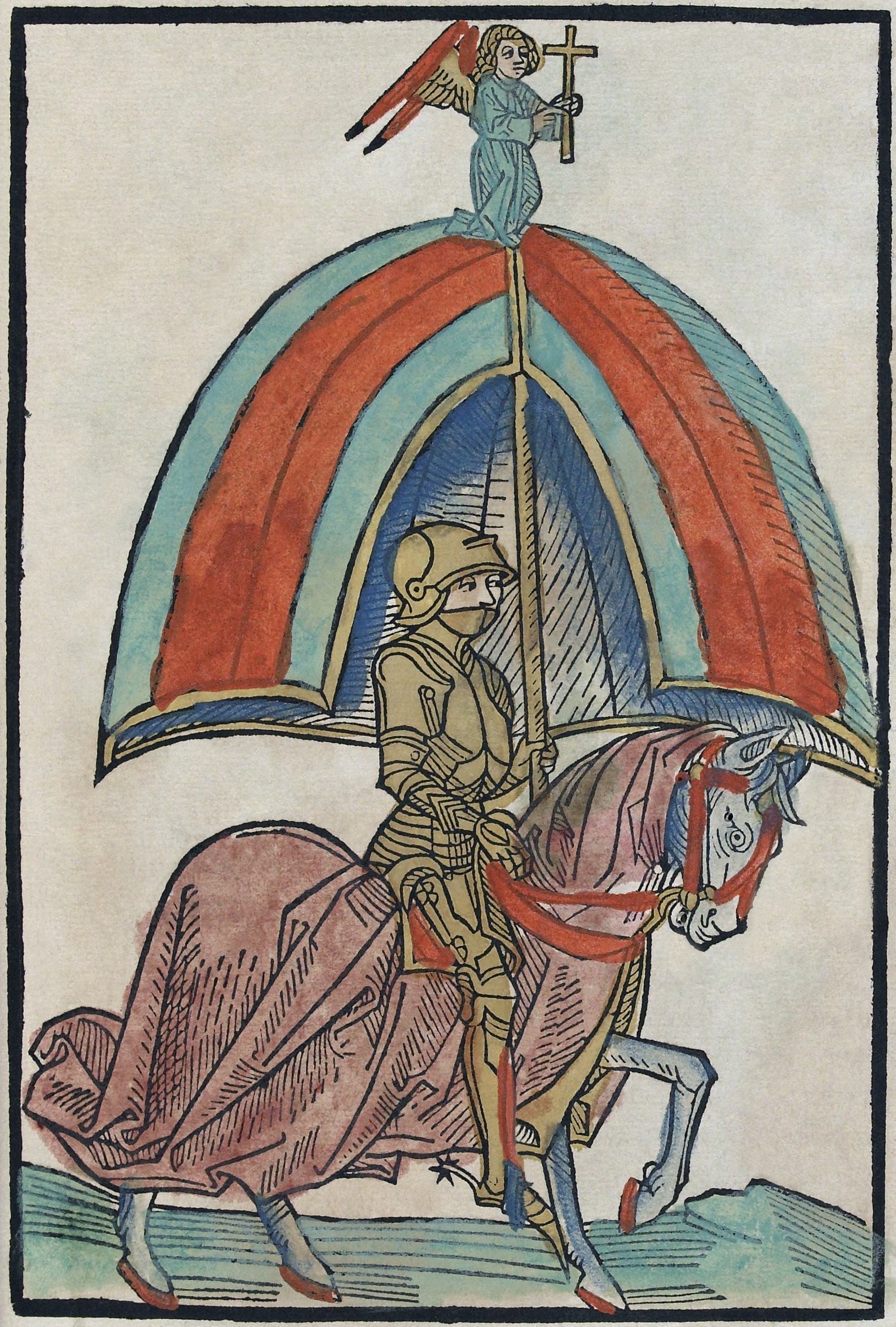
Un caballero con armadura; ilustración de un libro alemán, publicado en 1483.

El fin de la antigüedad en Europa, definido por el Gran Cisma y la difusión de la sociedad feudal, vino aparejado a una nueva revolución en los armamentos: Por un lado, mediante la construcción de grandes edificaciones defensivas, y por otro, con el perfeccionamiento de armas de asedio. La caballería adquiere un valor de estatus social. La nobleza se identifica con la fuerza militar -el Caballero feudal-, y ocupa junto a la monarquía y el clero la posición dominante en la estricta jerarquía feudal. Este modelo sociocultural, que pervivió durante siglos, va a cambiar hasta propiciar el llamado Renacimiento, definido también por la aparición de la pólvora, que planteó un paradigma completamente nuevo en la estrategia militar.

### Armas de la Edad Moderna
La pólvora, fue introducida en Europa desde oriente cerca del año 1200, marcó el inicio de una nueva revolución bélica. Prescindiendo de la fecha de aparición de la pólvora, existen pruebas fidedignas del uso de armas de fuego, en las luchas de la Reconquista de la península ibérica por parte de los Reinos cristianos contra los Califatos árabes. Las crónicas hablan de "tiros de trueno" en los Sitios de Algeciras (1342), Orihuela (1.331), Baza (1.312), y especialmente en el Condado de Niebla (1.257), y toma de Zaragoza (1.118).
Durante el Renacimiento se van perfeccionando armas como la bombarda, la culebrina o la espingarda. La guerra adquiere un carácter completamente nuevo, surgiendo en consecuencia nuevos tipos de barcos, como el galeón o el bergantín. El progresivo refinamiento de esas armas de asedio redundaron en la aparición de armas de fuego de uso personal, un elemento clave, para los conquistadores españoles hacia la era de los descubrimientos. Esta tecnología afectó decisivamente la historia del mundo a nivel intercontinental.

Los carniceros desolaron las islas. Guanahani fue la primera en esta historia de martirios. Los hijos de la arcilla vieron rota su sonrisa, golpeada su frágil estatura de venados, y aun en la muerte no entendían. Fueron amarrados y heridos, fueron quemados y abrasados, fueron mordidos y enterrados. Y cuando el tiempo dio su vuelta de vals bailando en las palmeras, el salón verde estaba vacío.
Sólo quedaban huesos rígidamente colocados en forma de cruz, para mayor gloria de Dios y de los hombres.
Canto III. Los Conquistadores - Vienen por las islas (1493), por Pablo Neruda

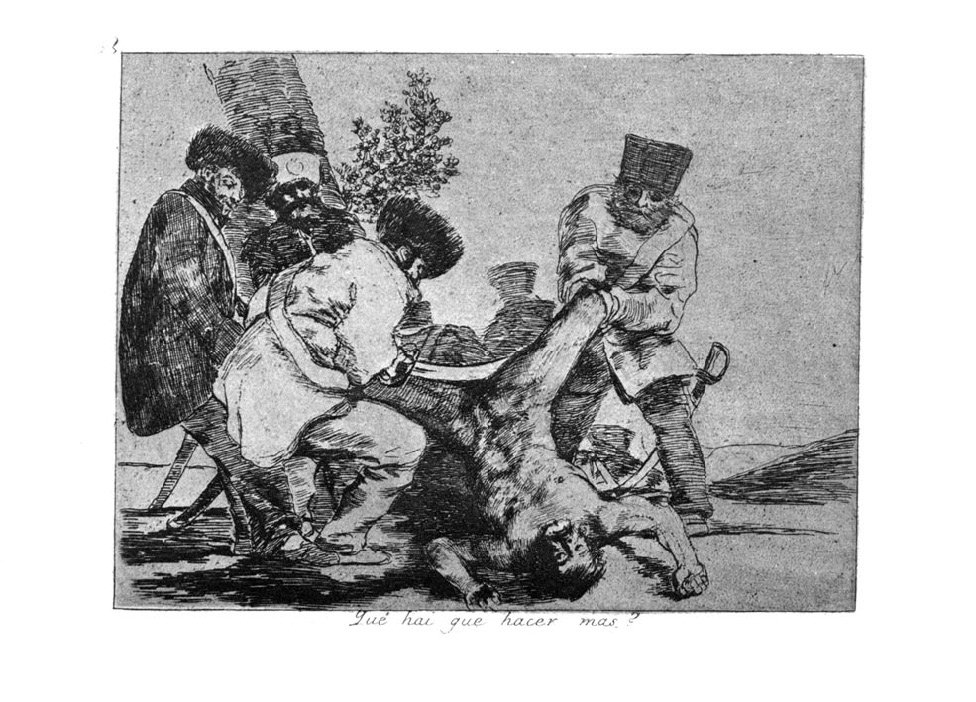
Los desastres de la guerra, n.º 33: «¿Qué hay que hacer más?». Francisco de Goya refleja en su obra gráfica la brutalidad y barbarie a que se llegó en la Guerra de la Independencia Española.

Las armas de fuego suponían un salto cualitativo, puesto que la energía era almacenada en un material explosivo, denominado propelente, como la pólvora, en lugar de depender de un peso o un movimiento provocado por el usuario. Esa energía se libera a mayor velocidad, y el dispositivo puede ser reutilizado sin fatiga del material ni del portador, en un lapso de tiempo relativamente breve. Las armas de fuego se convirtieron en un factor imprescindible para la formación de los grandes imperios del siglo XVII, y fueron objeto de numerosos estudios destinados a mejorar tanto su alcance como su potencia, precisión o velocidad de recarga. Desde la Guerra de Independencia de los Estados Unidos hasta los principios del siglo XX, las armas de combate cuerpo a cuerpo fueron finalmente desechadas del campo de combate, debido al poco alcance de las mismas y su difícil uso dentro de dicho alcance. A veces mencionada como la era del fusil, este período se caracterizó por el desarrollo de armas de fuego para la infantería y de cañones para el soporte de las tropas, así como el inicio de la automatización de las armas. En América del Norte, la población india se vio desplazada de sus asentamientos ancestrales tras haber sido convencidos, primero por las armas y después por la diplomacia, de la conveniencia de trasladarse a una reserva india.
Más adelante, durante la Guerra Civil, nace el primer acorazado y la primera ametralladora en los Estados Unidos. Por otra parte, el uso de la máquina de vapor sustituyó a la navegación a vela que había sido, desde la antigüedad, la fuerza motriz por excelencia de cualquier embarcación. A grandes líneas, este contexto es el dominante -con notables variaciones según país- en la mayoría de ejércitos modernos del siglo XIX.

### Armas delsigloXX

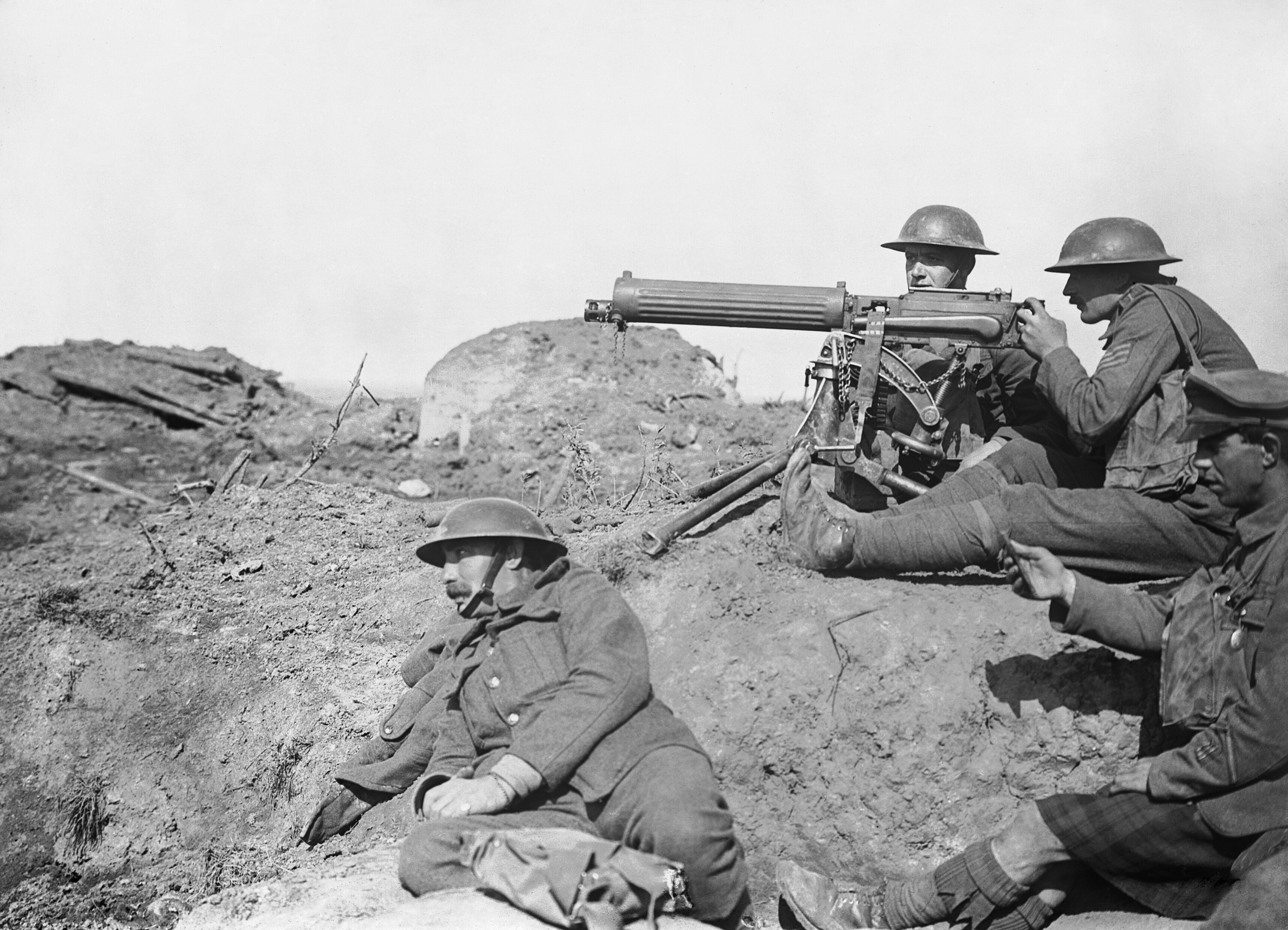
La ametralladora Vickers (foto), derivada de la Maxim, permaneció durante 79 años en servicio en el ejército británico.

El ritmo de las mejoras en tecnología bélica se multiplicó durante los grandes conflictos bélicos del siglo XX. Durante la Primera Guerra Mundial va a producirse el fin de la era de las armas de filo, y la consagración de la infantería y la artillería como armas esenciales. Nuevos tipos de arma, como el obús, eran capaces de destruir cualquier tipo de construcción. El avión, con una década de vida, también pasó a formar parte de los ejércitos modernos, y fue protagonista de muchos campos de batalla, junto a las recién diseñadas unidades blindadas que reemplazaron a la caballería como unidad autopropulsada. En el mar, aparecen submarinos. Como característica del conflicto entre sociedades industrializadas, la escalada de armamento -que consiste en reproducir y contrarrestar cualquier avanzada del enemigo- llevó a la industrialización de la máquina de guerra, provocando una cantidad de bajas antes impensables.

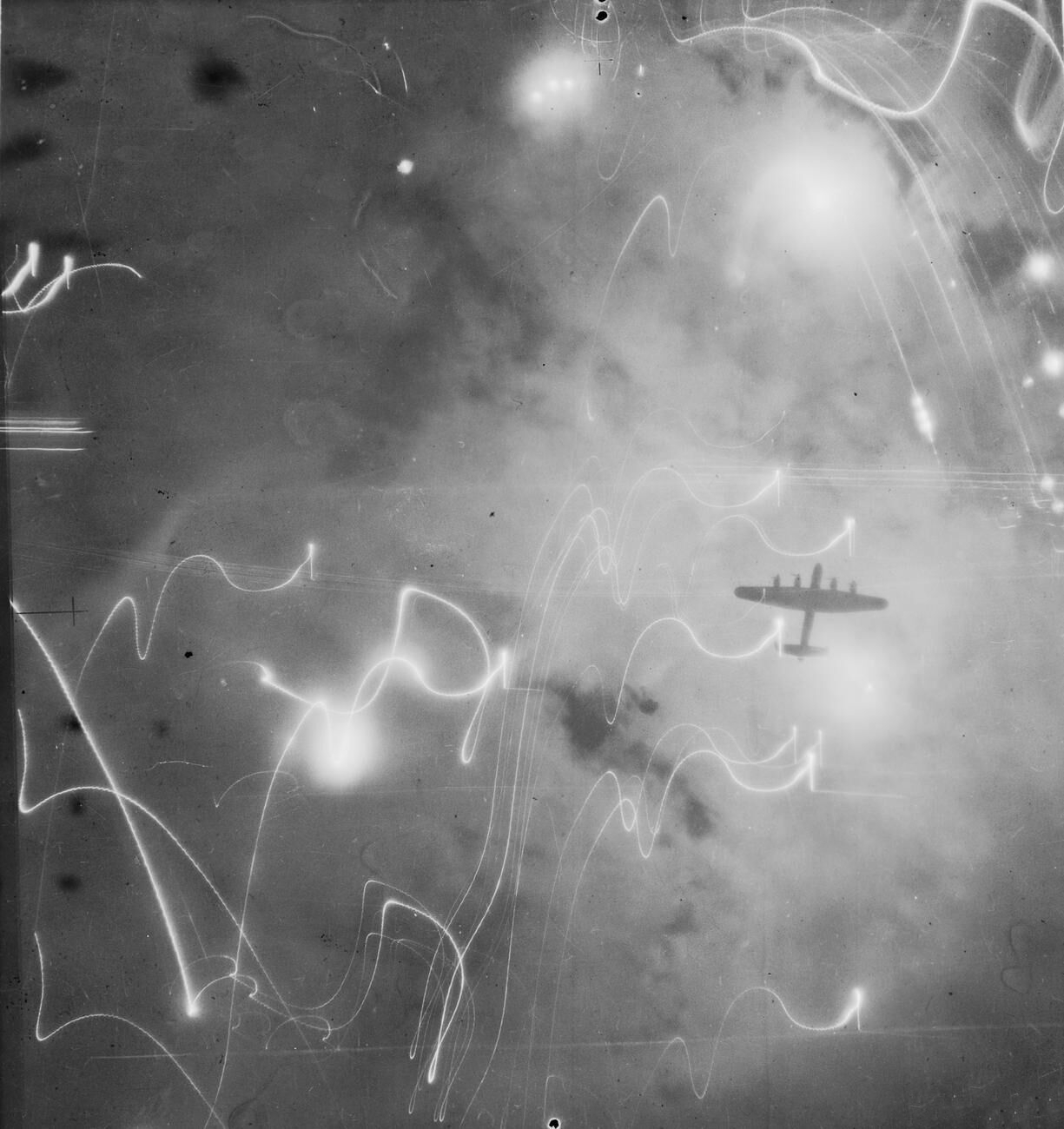
Un Avro Lancaster bajo fuego enemigo durante un ataque nocturno a Hamburgo, 30, 31 de enero de 1943.

La Segunda Guerra Mundial extrajo de la experiencia de la guerra de trincheras su aprendizaje: a las nuevas armas corresponden nuevas tácticas bélicas, como la Blitzkrieg, que causarán la eventual derrota de potencias militares como Francia, aferradas a una concepción de la guerra trasnochada. Durante los 6 años de guerra siguientes se va a producir una vertiginosa competición tecnológica, que no solo afectará a las tres armas del ejército sino que tendrá como objetivo a la población civil: De un lado, mediante propaganda -y la correspondiente contrapropaganda del enemigo-; de otro, organizando bombardeos masivos sobre grandes concentraciones urbanas, destinados no tanto a causar un daño al ejército enemigo como a paralizar por saturación las vías de transporte. Las altas temperaturas alcanzadas, y el desplazamiento de masas de aire desplazado en consecuencia, provocaba las llamadas "tormentas de fuego", que borraron ciudades enteras del mapa en cuestión de pocos días. El avión se diversifica en tareas de cazas y bombarderos, y se equipa de nuevas tecnologías (Hispano-Suiza HS.404, napalm, radar y propulsión jet) que multiplican su valor como arma bélica. La Marina de guerra de todos los países incluye submarinos. El conflicto concluye con el uso de las armas más poderosas jamás utilizadas en una guerra: Fat Man y Little Boy.

### Armamento después de la Segunda Guerra Mundial

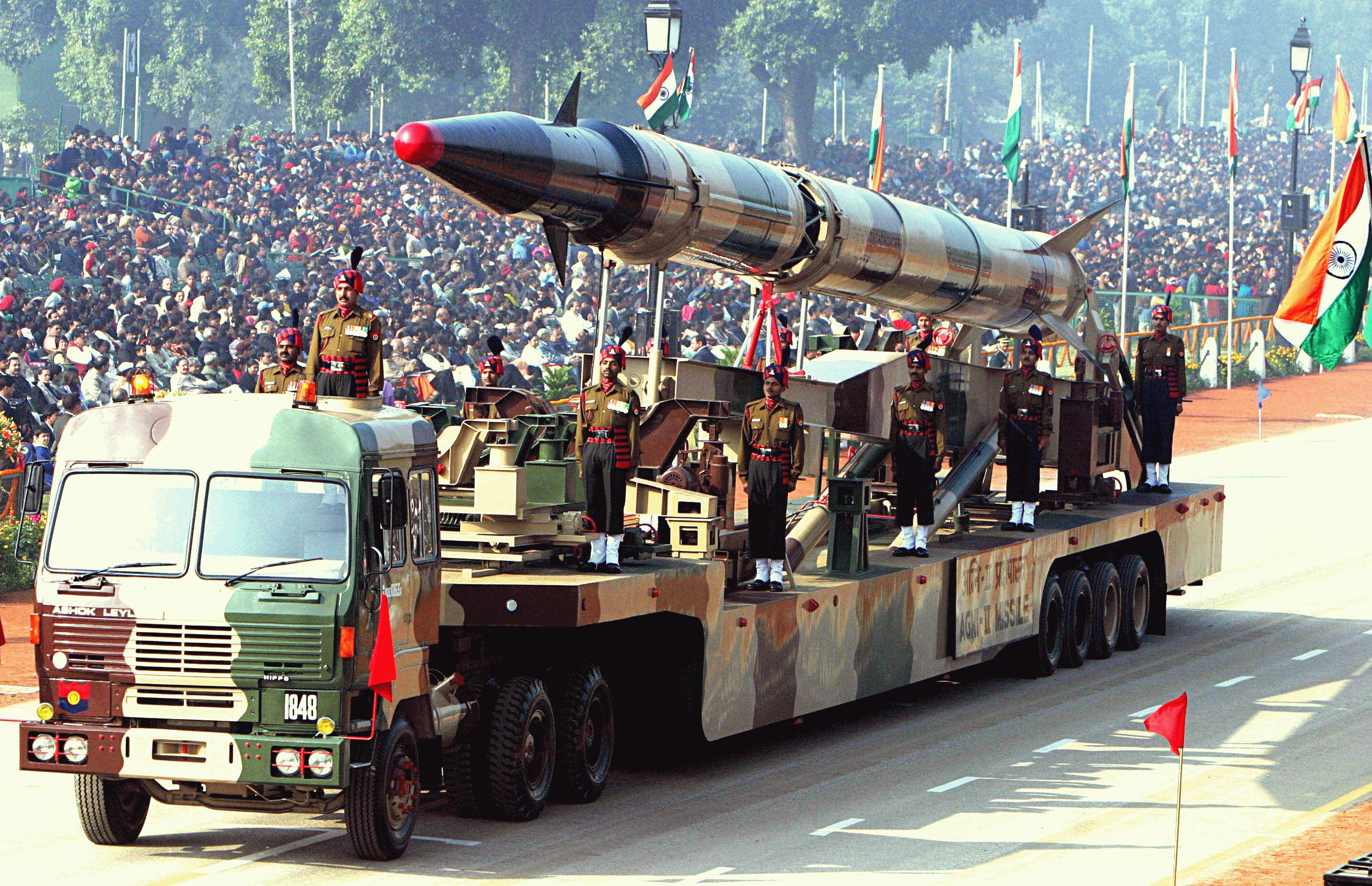
El Agni, un misil balístico.

Tras la Segunda Guerra Mundial, con el advenimiento de la guerra fría, se institucionalizó el constante desarrollo de nuevas armas, y las grandes superpotencias se implicaron en una escalada tecnológica para desarrollar armas y contra-armas. Este estado de la situación armamentística continúa hasta la actualidad, y ha sido el origen de múltiples fricciones para muchos países.
Uno de los aspectos más notables del armamento desarrollado tras la Segunda Guerra Mundial ha sido la combinación de armas nucleares con misiles balísticos, que condujo a la creación del arma más poderosa que existe en la actualidad: el misil balístico intercontinental. La "Guerra Fría" también condujo a la creación de armas como la bomba atómica, que enfrentaba a sus poseedores Estados Unidos y la Unión Soviética- como potencias bélicas con potencial suficiente para destruir toda civilización humana: De hecho, ninguna de estas potencias deseaba iniciar un conflicto que sabría que solo podría resultar en la aniquilación propia, según la llamada doctrina de la "Destrucción mutua asegurada". La naturaleza indiscriminada de estas armas ha hecho que los misiles nucleares de menor escala se consideren relativamente inútiles. La alternativa en los campos de batalla convencionales llegó gracias a la aplicación de tecnología informática, munición de alta precisión -también llamada "bomba inteligente"- y tecnología furtiva, ya habituales en diversos tipos de aviones de guerra.

### El fin de la Guerra Fría y la actualidad

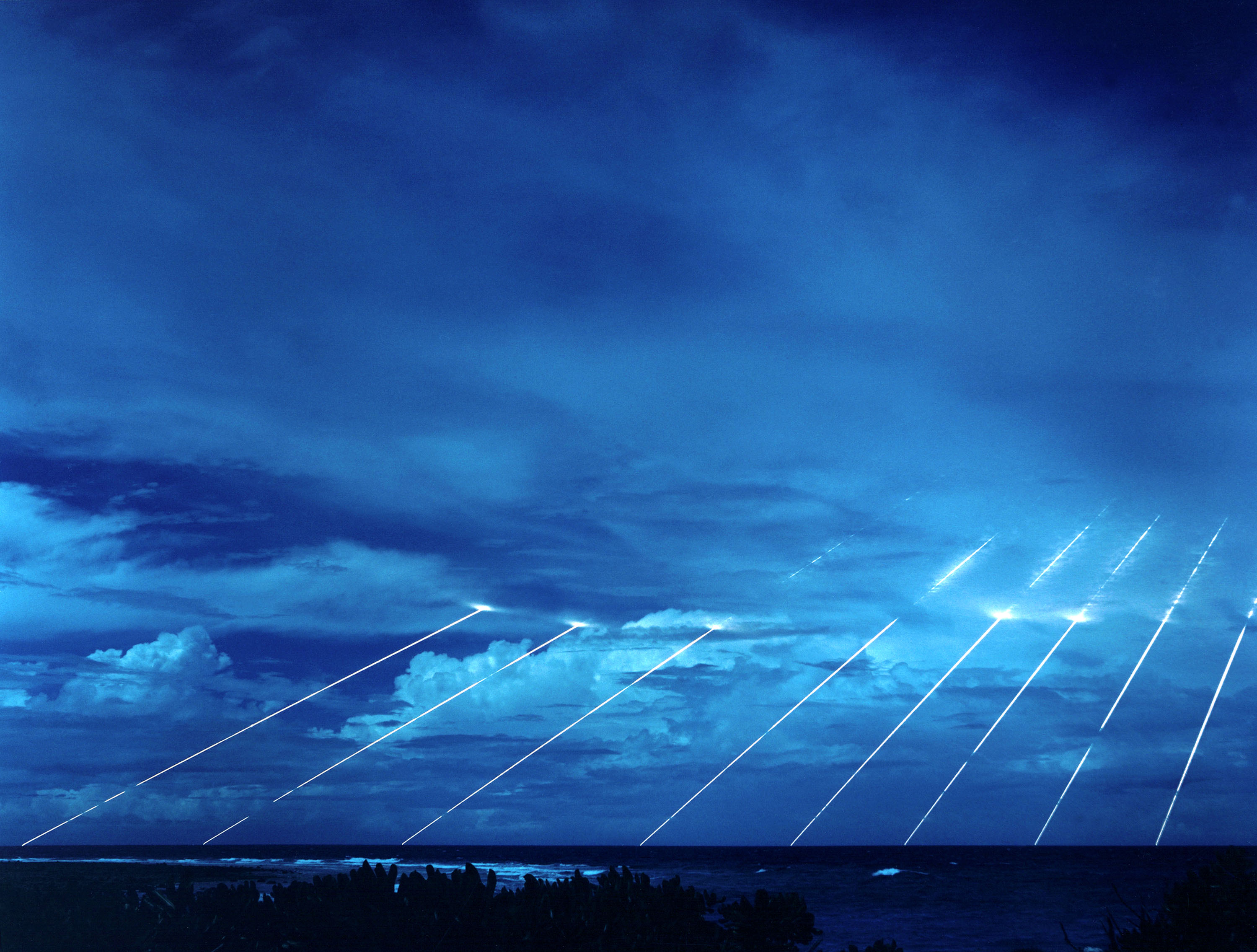
Rayos láser proyectados por la reentrada de un misil balístico intercontinental de ojivas múltiples. Desde los años 1960 las potencias nucleares han tenido suficientes armas como para destruir el planeta en cuestión de minutos.

En la década de 1970, las relaciones políticas se distendieron, "como demostraron los Acuerdos SALT [sigla en inglés de las Conversaciones para la Limitación de Armas Estratégicas], en los cuales las dos superpotencias establecieron un límite a la cantidad de misiles ICBM y misiles estratégicos con capacidad nuclear", indica The Encyclopædia Britannica. A finales de los años 1980, la Guerra Fría fue poco a poco llegando a su fin.
“El fin de la Guerra Fría alimentó las esperanzas de ver el cese de la carrera de armamento nuclear que por tanto tiempo había enfrentado a Estados Unidos y la Unión Soviética”, señala un informe de la Fondo Carnegie para la Paz Internacional. Las negociaciones sobre el desarme y control nuclear han conducido al desmantelamiento de cientos de arsenales nucleares en los últimos años. En 1991, la Unión Soviética y Estados Unidos firmaron el Tratado de Reducciones Estratégicas Ofensivas, que obligó a estas dos superpotencias nucleares no tan solo a limitar, sino a reducir por primera vez en la historia el número de ojivas estratégicas listas para su lanzamiento hasta quedarse con 6000 unidades por bando. A finales de 2001, ambos países aseguraron haber cumplido los términos del acuerdo. Además, en 2002 se firmó el Tratado de Moscú, que obliga a seguir con la reducción del arsenal durante los siguientes diez años hasta llegar a una cantidad de entre 1.700 y 2.200 unidades.
La capacidad de prepararse, maniobrar y atacar antes de que el enemigo pueda responder a la amenaza se ha probado como una ventaja decisiva, y su uso se ha difundido entre todas las ramas del ejército. Así, al uso de tecnología furtiva ya mencionada, se añade el equipamiento de visión nocturna desarrollado para unidades operativas en condiciones de poca o ninguna visibilidad. Las tareas de vigilancia, de especial riesgo, se han encomendado a vehículos no tripulados, que pueden autodestruirse en caso de una eventual detección. La coordinación de las fuerzas ha sido otro de los ejes de la doctrina de guerra contemporánea, y así se ha reflejado con la introducción de sistemas de criptología y nuevos dispositivos de comunicaciones, así como sistemas de intercepción de información enemiga.
La disrupción de la infraestructura enemiga, su red de inteligencia y sus comunicaciones debe pasar por el carácter altamente informatizado de sus equipos, por lo que ya ha comenzado a hablarse de la guerra digital como una nueva arma capaz de paralizar equipos, enviar órdenes confusas o simplemente sabotear estructuras del enemigo. La carrera espacial, surgida como un episodio dentro de la carrera armamentística, ha dado pie a plantear una hipotética guerra espacial que utilizaría satélites no solo como medio de comunicación o satélite espías, sino como armas efectivas contra la superficie.
En enero de 2009, ocho Estados poseían un total de más de 23.300 armas nucleares, según el Instituto Internacional de Estocolmo de Investigación para la Paz, de Suecia.

## Clasificación de las armas
Hay esencialmente tres maneras de clasificar el armamento: Quién lo usa, cómo funciona y cuál es su objetivo. Esta categorización es dependiente del entorno de combate en el cual se usa el arma, que puede ser en tierra, mar o aire, o incluso en el espacio. El medio en que se usa cada arma es la base de los criterios de su desarrollo, destinado a obtener fiabilidad, simplicidad de uso y bajos costes, así como la mejor capacidad efectiva del arma en concreto contra otros tipos de amenazas.

### Según su uso,un arma se considera
| Categorización        | Descripción |
| --------------------- | --- |
| Arma antipersonal     | destinadas a ser utilizadas por una sola persona. Las minas antipersonal, armas cortas abarcan todas las piezas de pequeño calibre que pueden ser manejadas con una sola mano sin perjuicio del movimiento normal de una persona desarmada. |
| Armamento de apoyo    | armas de mayor calibre utilizadas por la infantería, y que requieren más de una persona para poder ser utilizadas eficientemente. |
| Arma de fortificación | instalada permanentemente en una posición defensiva. |
| Arma de montaña       | diseñadas para ser utilizadas específicamente por unidades especializadas en la lucha en la montaña que operan en un terreno accidentado y en adversas condiciones climatológicas.                                                          |
| Arma autopropulsada   | diseñada para ser montado como pieza primaria o auxiliar en un vehículo blindado de combate. |
| Arma ferroviaria      | se instalan sobre los vagones del tren, o pueden componerse en forma de tren armado. ejemplo: Anzio annie y Cañón Dora. |
| Arma aérea            | diseñadas para ser utilizadas en los aviones caza, helicóptero de ataque o cualquier otro tipo de vehículo aéreo no tripulado. |
| Arma naval            | montadas sobre un barco de guerra o un submarino. |
| Arma espacial         | que pueden ser disparadas desde la órbita terrestre. |

### Según su funcionamiento y su construcción,un arma puede considerarse
| Categorización          | Descripción |
| ----------------------- | --- |
| Arma de arco            | funcionan sobre la base de una fuerza en tensión que impulsa a un proyectil a cierta distancia. Su escala va desde un arco sencillo al onagro o la catapulta.                                    |
| Artillería              | armas de fuego capaces de lanzar proyectiles pesados -normalmente explosivos- a largas distancias.                                                                                               |
| Arma biológica          | extienden determinados patógenos agentes biológicos causantes de enfermedades, como las esporas de Bacillus anthracis.                                                                           |
| Arma química            | incorporan sustancias químicas tóxicas para el hombre. -como el gas sarín utilizado por el grupo terrorista Aum Shinrikyō en el Metro de Tokio provocando la muerte de 27 personas.              |
| Arma energética         | se basan en la concentración de cargas energéticas liberadas en el disparo. Pueden ser los láser, armas de shock eléctrico, y armas térmicas o sónicas.                                          |
| Armas explosivas        | utilizan una explosión física para dispersar metralla o perforar un blindaje. |
| Armas blancas           | Presentan bordes afilados o puntiagudos. |
| Arma de fuego           | se basa en impulsar distintos tipos de proyectiles tras la liberación rápida de gases por combustión desde la recámara de un arma.                                                               |
| Arma incendiaria        | se basan en la aplicación de materiales de combustión lenta a cierta distancia, Ver: Lanzallamas.                                                                                                |
| Arma aturdidora         | dirigidas a la reducción de individuos, minimizando el riesgo de causarle lesiones permanentes o muerte.                                                                                         |
| Arma magnética          | usan un campo magnético para acelerar e impulsar proyectiles, o para dirigir un determinado haz de partículas magnéticamente cargadas. Ver: Cañón Gauss                                          |
| Arma de cuerpo a cuerpo | utilizada en distancias cortas para causar daño por impacto directo. |
| Misiles                 | cohete guiado hacia su objetivo tras el despegue, y que pueden ir cargado con explosivos, una ojiva nuclear, o material biológico.                                                               |
| Arma nuclear            | usan material radiactivo para generar una fisión nuclear o una fusión nuclear controlada, liberando unas enormes cantidades de energía. Ver: Bomba sucia; Dispositivos de dispersión radiológica |
| Arma primitiva          | elaboradas sin elementos industriales, a partir de materiales obtenidos en el medio natural. |
| Arma arrojadiza         | impulsan un proyectil con precisión variable hacia un objetivo. |
| Cohetes                 | utilizan un compuesto químico para impulsar un proyectil -generalmente una cabeza explosiva- hacia su blanco, y que normalmente no son redirigidos tras ser disparados.                          |
| Arma suicida            | como un explosivo adherido que matará a su portador en el momento en que este lo activa. Ver: Inmolación y ataque suicida.                                                                       |
| Arma relativista        | cuya velocidad es cercana a la velocidad de la luz, actualmente clasificadas como armas ficticias.                                                                                               |

### Según su objetivo,un arma pueden ser
| Categorización                | Descripción |
| ----------------------------- | --- |
| Armas antiaéreas              | que localiza, identifica y tiene alcance eficaz para destruir a un objetivo móvil en el aire. |
| Arma de asedio                | que está diseñada para identificar posiciones enemigas y destruirlas. Estas armas no solo se utilizan contra fortificaciones o búnkeres. Por ejemplo, la bomba Matra Durandal está diseñada para hundirse varios metros bajo una pista de despegue antes de explotar. |
| Arma antipersonal             | está diseñada para atacar a personas, individualmente o en grupos. |
| Arma basada en antirradiación | son aquellas que afectan a objetivos emisores de radiación electrónica, particularmente emisores de ondas de radar. |

## Gastos en armamento de las naciones
Los países que están entre las zonas muy disputadas por conflictos fronterizos, o amenazados por países más potentes en cuanto a cuestiones bélicas; o las superpotencias, figuran entre los mayores compradores, exportadores, y fabricantes de armamento de toda clase.
De los más de $350.000 millones que los países de Latinoamérica les deben a los banco de Occidente, cerca de 90.000 millones se emplean en gastos militares. Los gastos militares de los países de América Central que estaban en guerra aumentaron un 50% entre 1979 y 1983. Pese a la situación económica en la que se encuentran algunas naciones, cuya inflación está por las nubes, la cantidad tributaria que cada persona tiene que pagar anualmente para mantener al ejército resulta significativa: En Argentina, el 3,5% de su PBI; en Chile, el 3,5% de su PBI; en México, el 2,5% de su PBI; en Brasil, el 3,4% de su PBI. Como excepción a la regla, en la actualidad Venezuela y Chile, a pesar de su pequeño gasto en defensa, son los mayores compradores de armamento en la región subcontinental Sudamericana.[cita requerida]

## Críticas
A lo largo de los años, diversas asociaciones de varios ámbitos, han insistido en la eliminación de las armas, argumentando que incentivan la violencia en las sociedades. En muchos países se han obedecido este tipo de propuestas y se han llegado a realizar planes de desarme. Determinados conflictos, como la guerra de Vietnam, ayudaron a forjar en la opinión pública una actitud crítica respecto a las intervenciones bélicas de los respectivos gobiernos. El pacifismo, surgido en parte como reacción a cierta doctrina imperialista estadounidense, pretende ofrecer un paradigma distinto de relaciones internacionales.  Uno de los pocos países que ha alcanzado el sueño de la eliminación de las armas nucleares ha sido la Ucrania, donde en Nicolaiev, el 30 de octubre de 2001, ocho niños ucranianos demolieron el último silo de lanzacohetes nuclear SS-24.  Éste silo N.º 46 de Nicolaiev ha sido el último que le quedaba al Ministerio de Defensa de la Ucrania.

## Tráfico de armas
Aunque algunas transacciones públicas de armas se llevan a cabo entre gobiernos lícitamente, en muchas ocasiones (y en contravención a normativas más o menos rigurosas de orden interno o internacional) se canalizan por medio de particulares, grupos o Estados involucrados en el tráfico ilegal de armamento. La adopción de acuerdos para suprimir ciertos tipos de arma consideradas inaceptables (como las bombas de racimo o ciertas mina antipersona) inevitablemente suscita reticencias por parte de los países productores, que suelen ser naciones industrializadas alejadas de los conflictos en los que estas armas se emplean.

## Otros significados del término
En algunos países hispanoparlantes (como la República Argentina y la República Oriental del Uruguay), se emplea este término para designar a los distintos escalafones o ramas en que se subdivide el ejército. Así, se habla de las armas de infantería, caballería, artillería, ingenieros y comunicaciones, entre otras.
En su designación plural, la palabra «armas», se emplea también para referirse a ciertos símbolos nacionales de un país (como el pabellón nacional o bandera nacional), o a elementos de la heráldica, tales como los blasones o escudos.

## Expresiones relacionadas
- Armas y dineros buenas manos quieren. Refrán que advierte que para que sean de provecho estas dos cosas es necesario saberlas manejar.
- Con las armas en la mano. Estando armado y dispuesto para hacer la guerra.
- Dar arma. Antiguamente, hacer señas la centinela para que acudan los soldados que están de guardia.
- Dar armas contra sí. Suministrar a otro medios de que se pueda seguir perjuicio al que los da.
- Dejar las armas. Rentarse del servicio de la milicia. También se usa cuando estando la tropa sobre las armas las arrima para descansar.
- Descansar sobre las armas. Apoyar el fusil en tierra al lado del pie derecho.
- Estar sobre las armas. Estar la tropa prevenida y preparada en sus puestos para lo que pueda ocurrir.
- Hacer armas. Antiguamente, pelear cuerpo a cuerpo con otro en sitio aplazado y público.
- Hacerse a las armas. Acostumbrarse y acomodarse a alguna cosa a que obliga la necesidad.
- Ir a la guerra sin armas. Ir a hacer alguna actividad sin las herramientas necesarias.
- Jugar las armas. Se entiende comúnmente por esgrimir y batallar con espadas negras para ejercitarse o manifestar la destreza.
- Llegar a las armas. Reñir, pelear.
- Medir las armas. Lidiar, contender o pelear.
- Meter en armas. Antiguamente, alterar, levantar, poner en armas.
- Montar el arma de fuego. Levantar la llave poniéndola en el punto del disparador.
- Pasar por las armas. Arcabucear a alguno, quitarle la vida disparándole tiros de fusil.
- Ponerse en arma. Apercibirse o disponerse para ejecutar alguna cosa.
- Ponerse en armas algún pueblo o gente . Armarse a prevención para resistir a sus enemigos.
- Presentar las armas. Ponerlas el soldado en una posición que se vean enteramente lo que se hace ordinariamente para hacer a alguno los honores.
- Probar las armas. Tentar y reconocer la habilidad y fuerzas de los que las manejan. Se usa en la esgrima y por extensión o metafóricamente se dice de otras cosas.
- Publicar armas. Antiguamente, desafiar a combate público.
- Rendir el arma. Hacer la tropa de infantería los honores militares a Dios hincando en tierra la rodilla derecha e inclinando el fusil de modo que la boca del cañón apoye en tierra.
- Rendir las armas. Entregar la tropa sus armas a otra enemiga reconociéndose vencida.
- Tocar al arma. Tañer o tocar los instrumentos militares para advertir a los soldados que tomen las armas.
- Tomar las armas. Hacer los honores militares que corresponden al rey y a las personas reales, a los generales y demás oficiales según su grado.
- Tomar las armas contra uno. Declararse su contrario, y hacerle guerra como a enemigo.
- Velar las armas. En lo antiguo, guardarlas el que había de ser armado caballero haciendo centinela por la noche cerca de ellas sin perderlas de vista.
- Vestir las armas. Ponérselas para entrar en la pelea o armarse con ellas.[22]

### Sitios en español
- Cronología de los inventos y descubrimientos con fines bélicos
- Museo de la Industria Armera, Historia del Arte y Oficio Armero de Éibar.
- Armas de fuego
- Armas blancas
- Gladius publica contribuciones científicas sobre los siguientes temas: Armamento desde la Prehistoria hasta fines del siglo XVIII, Polemología, Historia de la guerra en Europa, el mundo colonial americano, y el Islam. Es editada por el Instituto de Historia, CSIC

### Sitios en inglés
- Wikimedia Commons alberga una categoría multimedia sobre Arma.
- Wikcionario  tiene definiciones y otra información sobre arma.
- Enciclopedia de las armas de fuego contemporáneas
- Museo Higgins del Armamento
- Sociedad de la Caballería Militar
- El Pentágono plantea un ejército de cyber-insectos. Otros proyectos Darpa: el elefante mecánico que nunca llegó a utilizarse en Vietnam, los delfines asesinos y el sistema de conexión neurológica entre soldados y armamento. (Consultado el 26 de abril de 2009).
- Sistemas de armas
- Armas de fuego antiguas

- Datos: Q728
- Multimedia: Weapons / Q728
- Citas célebres: Arma